# Pablo Insua
Pablo Insua Blanco (Arzúa, 9 settembre 1993) è un calciatore spagnolo, difensore del Granada.

## Carriera

### Club
Ha giocato nella prima divisione spagnola ed in quella tedesca.

### Nazionale
Nel 2012 ha vinto gli Europei Under-19.

## Palmarès

### Club

#### Competizioni nazionali
- Segunda División: 1

Huesca: 2019-2020

### Nazionale
- Campionato europeo di calcio Under-19: 1

2012